# Calamotropha afra
Calamotropha afra là một loài bướm đêm trong họ Crambidae.